# پروانه سلاح گرم
پروانه سلاح گرم، پروانه یا مجوزی است که یک سازمان دولتی (معمولاً پلیس) صادر می‌کند و به دارنده پروانه، اجازه خرید، نگهداری، مالکیت، یا همراه داشتن سلاح گرم را می‌دهد که اغلب با شماری، شرط‌ها یا محدودیت‌ها همراه است. دانستن شرایط لازم برای نگهداری، یا گذراندن دوره‌های آشنایی با ایمنی سلاح گرم، بررسی پیشینه دارنده، و مانند آنها از اصلی‌ترین شرط‌ها هستند. برای همه حوزه‌های قضایی، نیازی به پروانه سلاح گرم نیست. همچنین ممکن است برخی کشور یا ایالت‌ها برای خرید سلاح گرم یا تفنگ، به «پروانه خرید» نیاز داشته باشند.

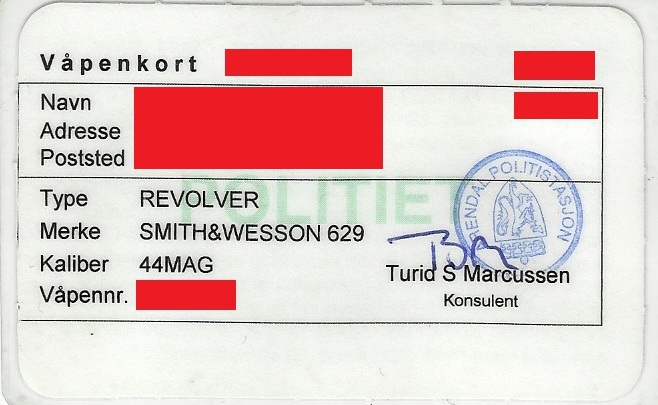
پروانه مالکیت هفت‌تیر در نروژ بر روی این پروانه، نام و آدرس دارنده، و همچنین گونه، برند، کالیبر، و شماره سریال اسلحه، نوشته شده‌است.

دامنه تأثیر پروانه یا مجوز سلاح گرم، بسته به گونه سلاح یا کاربرد آن، فرق می‌کند و برای دارنده اسلحه، کاربرد قانونی آنرا تعریف می‌کند. ممکن است برخی حوزه‌های قضایی، برای مالکیت، شکار، ورزش تیراندازی، همراه داشتن اسلحه به صورت پنهان، یا کسب‌وکار (فروشندگی یا ساخت سلاح) نیاز به پروانه داشته باشند. ممکن است برخی حوزه‌های قضایی برای مسلسل، تفنگ ساچمه‌زنی، تفنگ دستی، پروانه‌های جداگانه‌ای نیاز داشته باشند.
شرایط داشتنِ پروانه سلاح گرم معمولاً علاوه ثبت سلاح گرم است. برای نمونه در استرالیا، شماره سریال ثبت اسلحه گرم باید به نام دارنده آن باشد که دارنده پروانه سلاح گرم است.